# The Washington Post (marche)

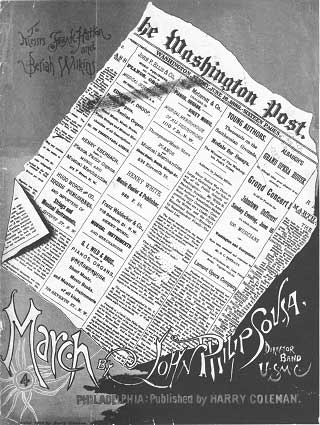
Couverture de la partition originale de The Washington Post, 1889.

Pour le journal américain, voir The Washington Post.
The Washington Post est une marche composée par John Philip Sousa en 1889.

## Histoire
En 1889, les propriétaires du Washington Post demandent que John Philip Sousa, directeur de l'United States Marine Band, compose une marche pour la cérémonie de remise des prix du concours de rédaction parrainé par le journal. The Washington Post a été présentée à la cérémonie le 15 juin 1889.
Cet air est l'un des tout premiers enregistrements de l'U. S. Marine Band pour le label Columbia en 1890.